# Notre-Dame-d'Épine
Notre-Dame-d'Épine là một xã thuộc tỉnh Eure trong vùng Normandie miền bắc nước Pháp.